# Андерсон, Мартина
Мартина Андерсон (англ. Martina Anderson, родилась 16 апреля 1962 в Лондондерри) — североирландский политик, депутат Европарламента от партии Шинн Фейн, в прошлом волонтёр Ирландской республиканской армии, депутат Ассамблеи Северной Ирландии от Фойла (2007—2012, с 2020).

## Биография

### Семья
Родилась в квартале Богсайд города Дерри в большой ирландской семье сторонников республики. Отец — протестант. У неё есть шесть сестёр и три брата, один из которых, Питер, является советником в Шинн Фейн. С 1989 года Мартина состоит в браке с бывшим узником и повстанцем ИРА Полом Кавана (англ. Paul Kavanagh), сидевшем в тюрьме Фулл-Саттон.

### Деятельность в ИРА
Андерсон с молодости поддерживала Ирландскую республиканскую армию, за что арестовывалась неоднократно: в 18 лет её арестовали в магазине мебели, обвинив в незаконном хранении огнестрельного оружия и организации взрыва. Она провела два месяца в женской тюрьме Арма, после чего сбежала в город Банкрана (графство Донегол Республики Ирландия). 24 июня 1985 её арестовали в одной из квартир Глазго вместе с ещё четырьмя повстанцами ИРА (в том числе и с Патриком Мэги, «Брайтонским подрывником»). 11 июня 1986 всех признали виновными в подготовке терактов в Великобритании, хотя Мэги был единственным подсудимым по делу о взрыве в отеле Брайтона.
В 1993 году Андерсон осталась единственной женщиной-заключённой особого статуса вместе с республиканской деятельницей Эллой О’Дуайер. В 1994 году её перевели в тюрьму Магаберри в Северной Ирландии, откуда освободили только 10 ноября 1998 после заключения Белфастского соглашения.

### Политическая карьера

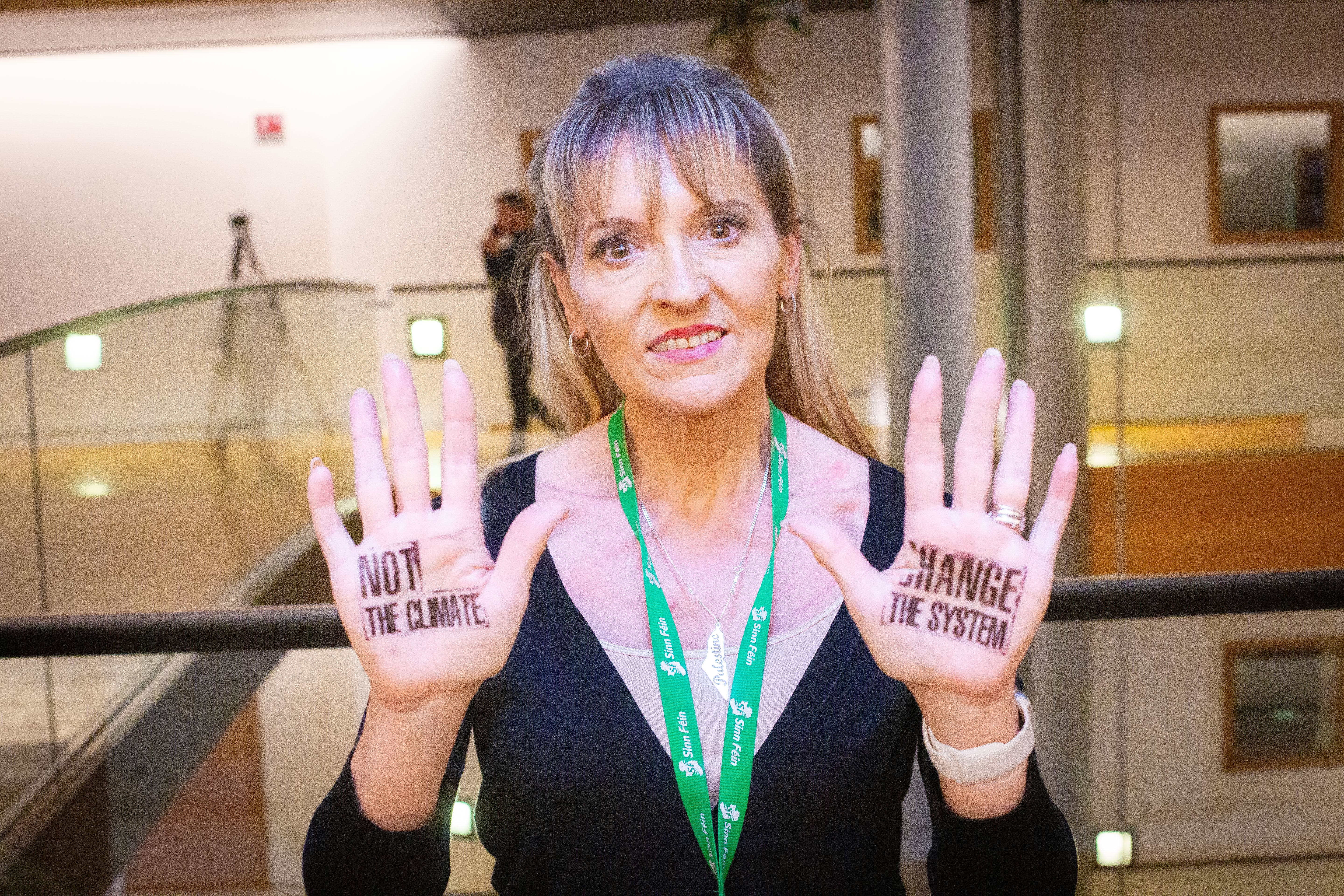
Андерсон в Страсбурге 26 ноября 2019 года (надписи на ладонях: «Измените систему, а не климат»).

В 2007 году Андерсон была избрана в Ассамблею Северной Ирландии от избирательного округа Фойл и партии Шинн Фейн вместе с Рэймондом Маккартни. В мае того же года была включена в Североирландский наблюдательный совет как одна из первых представительниц партии Шинн Фейн. В декабре 2007 года Андерсон заявила, что в отношении христианских мигрантов в Северной Ирландии действует дискриминация по религиозному признаку — выходцев из католических стран записывают в «националисты», выходцев из протестантских — в «юнионисты», и потребовала прекратить подобную дискриминацию. В настоящее время Комиссия Северной Ирландии по вопросам равноправия фиксирует у всех прибывших только национальность, а не политические убеждения. С июня 2007 года Андерсон занимает пост директора по вопросам дел унионистов в Шинн Фейн.
В 2010 году Андерсон как представитель Шинн Фейн участвовала во всеобщих парламентских выборах в Великобритании, но проиграла представителю от социал-демократов и лейбористов Марку Даркену 5 тысяч голосов (11 %). В мае 2012 года было объявлено о том, что Андерсон займёт в Европарламенте место Барбары де Брун как представитель Северной Ирландии, и она сохранила его в 2014 году, получив 159813 голосов.
31 января 2020 года истекли полномочия Андерсон в Европарламенте ввиду выхода Великобритании из Евросоюза.
1 февраля 2020 года кандидатура Мартины Андерсон была отобрана Шин Фейн для кооптации в состав Законодательной ассамблеи Северной Ирландии после намеченной на 3 февраля отставки Рэймонда Маккартни, и 10 февраля она вступила в должность.